# Cikate
Cikate is een bestuurslaag in het regentschap Lebak van de provincie Banten, Indonesië. Cikate telt 1793 inwoners (volkstelling 2010).